# Isoneuromyia goianensis
Isoneuromyia goianensis är en tvåvingeart som beskrevs av Lane 1948. Isoneuromyia goianensis ingår i släktet Isoneuromyia och familjen platthornsmyggor. Inga underarter finns listade i Catalogue of Life.